# Castello Normanno (Anversa degli Abruzzi)
Das Castello Normanno ist die Ruine einer Höhenburg im historischen Zentrum der italienischen Gemeinde Anversa degli Abruzzi in der Provinz L’Aquila. Sie liegt in dominanter Lage über dem Dorf.
Heute ist der mittelalterliche Turm eine Ruine, aber die Gebäude aus dem 18. Jahrhundert sind in privater Hand und können nach Vereinbarung besichtigt werden.

## Geschichte
Der Anfang war ein Turm aus dem 12. oder 13. Jahrhundert. Dessen Ruine wurde von Antonio di Sangro im 15. Jahrhundert einem Umbau und einer Erweiterung unterzogen. Sie ging in den Besitz von Simone di Teodino über und nahm zusammen mit dem Castello dell’Orsa an einer sichtbar defensiven Ausrichtung teil, die das Bistum Sulmona und das ehemalige Bistum Corfinio teilte. Gabriele D’Annunzio, der die Burg zusammen mit Antonio de Nino besuchte, schrieb dort die Tragödie La fiaccola sotto il moggio, ein Drama, in dem man Elemente aus dem Valle del Sagittario findet, darunter die Ruinen des Castello Normanno in Anversa degli Abruzzi.
Im Jahre 1706 wurde die Burg durch ein Erdbeben stark beschädigt.
Bei dem Erdbeben von Majella brachen die Mauern und ein Teil des normannischen Strebenturmes zusammen; es blieb nur ein Teil des Gebäudes stehen, der schon seit Jahren als Hauptresidenz der Herren von Anversa diente, zusammen mit der unregelmäßig geformten Umfassungsmauer.

## Beschreibung

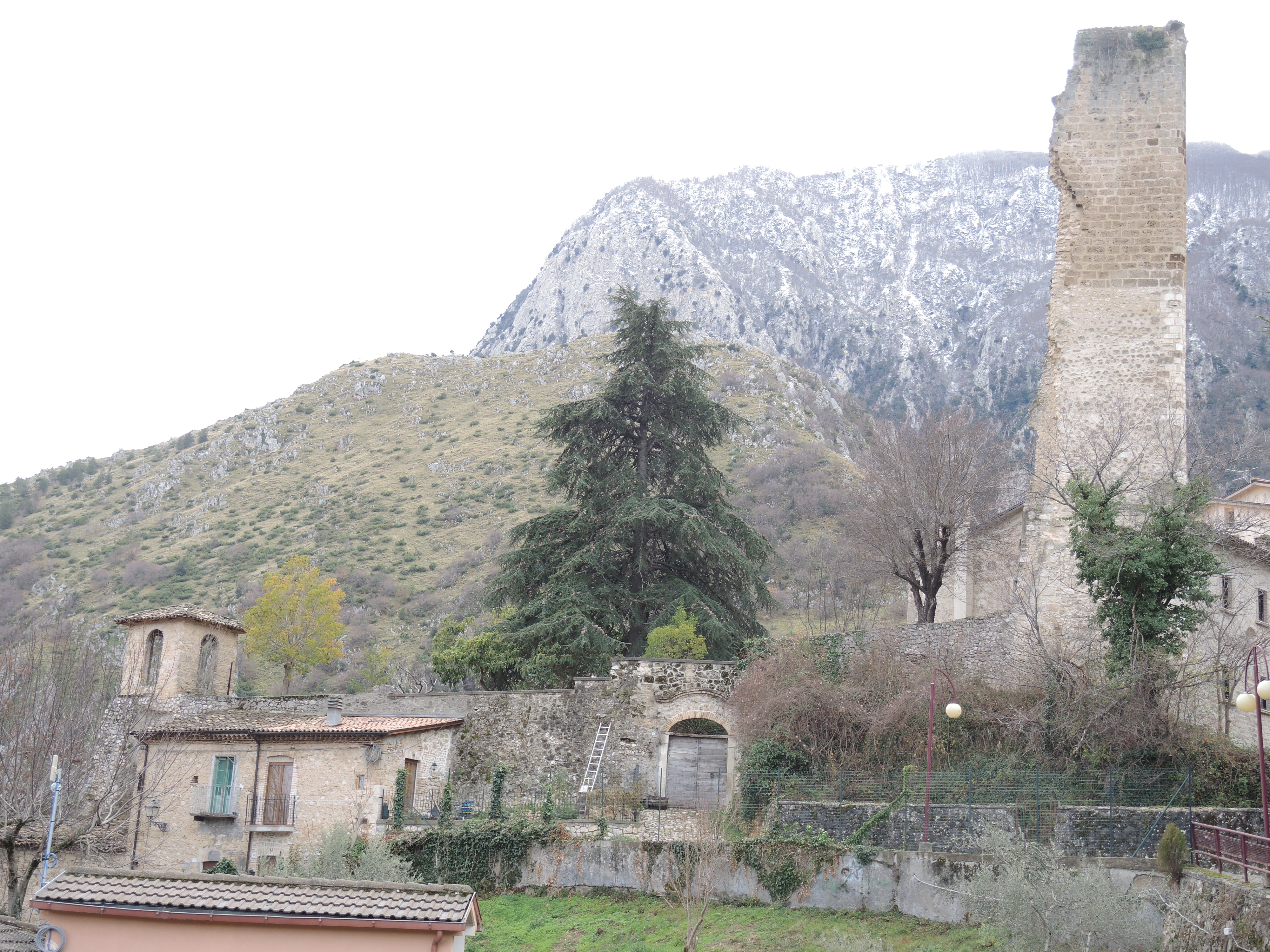
Nordansicht der Burgmauer und des Turmes

Die Burg besteht aus einem Ensemble von Baukörpern, darunter der Strebenturm, von dem eine Ruine blieb, und ein Wohnblock mit rechteckigem Grundriss, der später als der Turm errichtet wurde (15. Jahrhundert).
Im 15. Jahrhundert ließ Antonio de Sangro die Burg umbauen und sie blieb in der gesamten aragonischen Epoche in der Familie, solange sie nicht an andere Adelsfamilien verkauft wurde. Das Erdbeben von Sulmona 1706 hatte das Bauwerk stark beschädigt, ließ die Hälfte des normannischen Turms – heute noch sichtbar – und weitere Gebäude einstürzen, die später zu einem einzigen Wohnpalast vereinigt wurden. In den Anfangsjahren des 18. Jahrhunderts besuchte der Dichter Gabriele d’Annunzio zusammen mit dem Archäologen Antonio de Nino die Burg und der Anblick des Herrenhauses in Trümmern inspirierte ihn zur Tragödie La fiaccola sotto il moggio (dt.: Das Licht unter dem Scheffel), in der vom verderblichen Ende der Adelsfamilie De Sangro berichtet wird. Die ursprüngliche Befestigung war der Strebenturm mit rechteckigem Grundriss, dann kam im 16. Jahrhundert der Wohnpalast, das Ganze umschlossen von einer Mauer, die man heute noch gut sehen kann, mit Garten darin und der alten Privatkapelle, die durch ihren einzeln stehenden Turm bemerkenswert ist. Der normannische Turm ist mit dem Wohngebäude durch einen niedrigen Umgang, gleich einer Passage, verbunden. Der Block mit rechteckigem Grundriss, der als Adelspalast diente, zeichnet sich durch etliche Fenster mit Balkon aus, die sich auf allen Seiten mit kleineren, quadratischen Fenstern abwechseln, die von Marmorplatten gerahmt sind.

### Normannischer Turm (11. Jahrhundert)
Die Bekrönung ist wegen des Einsturzes nicht mehr zu sehen. Die verbliebenen Seiten des Strebenturmes sind ohne jegliche Zierelemente. Er findet sich im höheren Teil der Burg und hat einen quadratischen Grundriss. Es ist nur eine ganze Seite des Turms erhalten sowie die Hälfte einer weiteren Seite.

### Palast der De Sangros (15. Jahrhundert)
Der Wohnblock hat Fenster, einige davon in Marmor gerahmt, andere mit Balkonen. Der Turm und das Wohngebäude sind durch einen überhängenden Bauteil mit Konsolen verbunden.
In seinem Inneren war die Privatkapelle, die dem Erzengel Michael geweiht war und in der sich das Triptychon von Anversa befand.
Das Triptychon wurde 1981 gestohlen und durch eine Kopie in der Gemeinde Santa Maria delle Grazie in Anversa degli Abruzzi ersetzt. Die Michaelskapelle in der Burg ist leicht erkennbar, da sie sich an der Mauerseite zum Dorf hin findet, einen unregelmäßig-rechteckigen Grundriss hat; außen sieht man den Glockenturm mit quadratischem Grundriss.

## Die Burg in der Literatur:La fiaccola sotto il moggiovon D’Annunzio
Die Burg ist das Hauptelement der Tragödie von D’Annunzio, die dieser 1905 schrieb; der Autor besuchte mit seinem Freund De Nino auf einer Reise im Jahre 1896 die Burg, die damals schon den elenden und verzweifelten Verfallszustand der Adelsfamilie Di Sangro darstellte. In der Geschichte machen die Protagonisten viele Andeutungen über die Natur der Burg und, am Ende ihrer Kräfte, fallen sie in den populären Aberglauben, mit dem sie sich in den Jahrhunderten des Reichtums lächerlich machen. Für die Protagonistin hat die Burg eine gespenstische, gotische Aura und symbolisiert den Ruin der Familie, indem sie ihren Vater ihre Mutter töten ließ, um das Erbe einer bösen Zauberin zu hinterlassen, die ihr den Geist vernebelt hatte. Der vollständige Zusammenbruch der Burg entspricht in der Tragödie dem Ende der Adelsfamilie und der Katharsis für die Öffentlichkeit.

## Park der literarischen Künste von Gabriele d’Annunzio
Der Park wurde in den 1990er-Jahren zu Ehren D’Annunzios angelegt. Es handelt sich um eine Art Museum im Inneren der Burg, das der Figur D’Annunzios gewidmet ist. Er beinhaltet auch eine jährliche kulturelle Veranstaltung, die sich in einer bestimmten Periode in der Burg und im Garten in Form von kulturellen Zusammenkünften und Besuchen in einem kleinen Museum im Gebäude abspielt (Sie vollzieht historische Ereignisse von Anversa degli Abruzzi und der Zeit D’Annunzios nach). Der Park beinhaltet auch die Vorbereitung auf die großen Tragödien des Dichters.